# Templo de Afrodita (Epidauro)
El Templo de Afrodita (en griego antiguo: Ναὸς τῆς Ἀφροδίτης, romanizado: Naos tēs Afroditēs), también conocido como Templo L, fue un antiguo templo griego dedicado a Afrodita cerca del Asclepieon de Epidauro, el santuario de Asclepio en Grecia.

## Historia
El santuario, interpretado como el templo de Afrodita de Epidauro, fue construido a principios del período helenístico, alrededor de 320-280 a. C.. Debido a algunas dudas sobre la interpretación de que el santuario estaba realmente dedicado a Afrodita, el edificio también ha sido denominado en la investigación como Templo L.

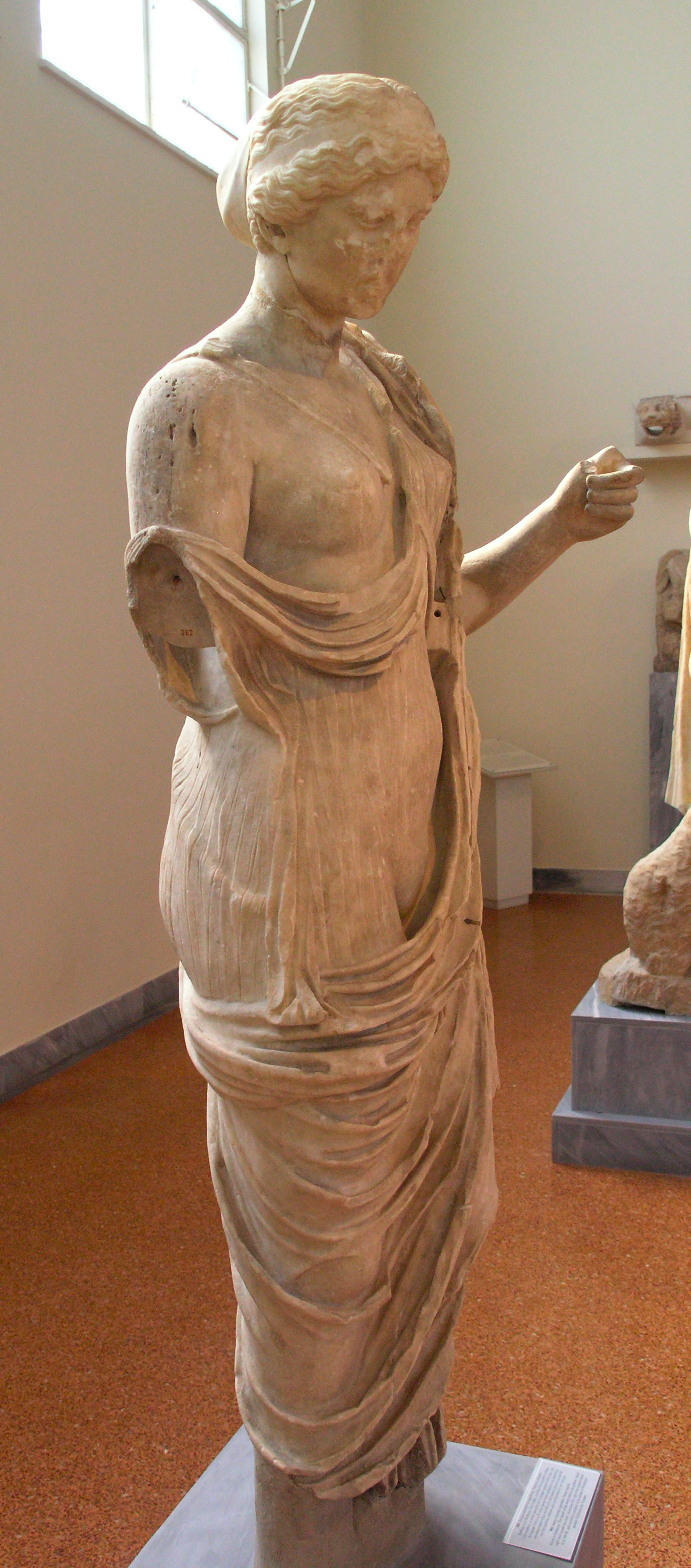
Escultura de una Afrodita armada hallada en Epidauro, Museo Arqueológico Nacional de Atenas (NAMA 262).

El templo es uno de los primeros ejemplos conocidos de templo pseudoperíptero. Este tipo de templo se popularizó posteriormente en la arquitectura de la Antigua Roma, donde a menudo se copiaba el templo de Afrodita de Epidauro.

## Descripción
El templo estaba situado fuera del santuario de Asclepio, en su lado oriental, al oeste del santuario de Apolo Maleatas. El edificio del templo presentaba una singularidad arquitectónica: se trataba de un pequeño templo próstilo con una cella pseudoperíptera. El templo estaba rodeado por un total de cuatro columnas en los lados cortos y siete columnas en los lados largos. Cinco de las columnas de los lados largos estaban unidas de manera pseudoperíptera a la pared de la cella, al igual que las cuatro columnas del lado posterior. Las columnas restantes formaban un pórtico próstilo de cuatro columnas de ancho y dos de profundidad en el lado este de la cella. Estas columnas de la fachada eran de estilo jónico.
Las paredes del interior de la celda tenían cinco columnas a los lados y cuatro en la parte posterior, casi fijas a la pared. Estas columnas eran de estilo corintio. En la zona del santuario se ha encontrado una escultura de una Afrodita armada, que podría proceder del templo o de sus inmediaciones. Data del periodo helenístico y se cree que fue esculpida por Policleto el Joven.  La escultura se encuentra actualmente en el Museo Arqueológico Nacional de Atenas.
El templo estaba construido sobre un crepidoma de cuatro niveles. Una rampa conducía al pórtico y a la entrada por el este.